# 湯田豊
湯田 豊（ゆだ ゆたか、1931年5月15日 - 2009年5月1日）は、日本の哲学者。文学博士（立正大学・論文博士・1990年）。神奈川大学名誉教授。インド哲学専攻。

## 来歴
1931年5月15日に北海道苫小牧に生まれる。1969年東京大学大学院印度哲学博士課程満期退学、1990年「ウパニシャッドの哲学」で立正大学文学博士。共立薬科大学講師、神奈川大学助教授、教授、2003年定年退任、名誉教授。2000年、『ウパニシャッド』で日本翻訳出版文化賞受賞。
インド哲学のみならず、ニーチェ、フロイトなどを縦横に論じ多くの著書がある。東大では中村元に師事したが、のちに中村を厳しく批判するようになった。

## 著書
- 『東と西の哲学』第三文明社 1974 (レグルス文庫) 1973
- 『インドの思想』第三文明社(レグルス文庫) 1975
- 『宗教学入門』南窓社 1977
- 『比較宗教学』八千代出版 1979
- 『宗教 モーセから大乗仏教まで』北樹出版(現代思想選書) 1980
- 『ヤスパースと仏教』北樹出版 1983
- 『仏教思想史』北樹出版(現代思想選書) 1983
- 『トインビーと宗教』北樹出版 1984
- 『インド思想史』大東出版社(大東名著選) 1984
- 『宗教とは何か 新しい人間性を求めて』北樹出版 1985
- 『ウパニシャッドの哲学』平楽寺書店(サーラ叢書) 1985
- 『死と文明』大東出版社(大東名著選) 1985
- 『文明の未来 日本と世界の思想』世界聖典刊行協会(ぼんブックス) 1986
- 『旧約聖書から仏教まで』晃洋書房 1987
- 『ニーチェと仏教』世界聖典刊行協会(ぼんブックス) 1987
- 『ジークムント・フロイト』勁草書房 1988
- 『西洋哲学史』北樹出版(現代思想選書) 1989
- 『仏教の思考構造』鈴木出版 1989
- 『インド哲学と現代』隆文館 1990
- 『人間 新しいヒューマニティーの探究』大東出版社 1990
- 『ニーチェ『偶像のたそがれ』を読む』勁草書房 1992
- 『宗教,哲学および精神分析』晃洋書房 1993
- 『インド哲学のプロムナード』大東出版社 1994
- 『フロイト『文明とそれの不満』を読む』北樹出版 1994
- 『比較思想論』勁草書房 1995
- 『初めに問いありき』北樹出版 1996
- 『ショーペンハウアーとインド哲学』晃洋書房 1996
- 『ニーチェ 真理の迷路』丸善ライブラリー 1998
- 『人間の生命と死』晃洋書房 2001
- 『ブッダvs.ニーチェ』大東出版社 2001
- 『ツァラトゥストラからのメッセージ』角川叢書 2006
- 『サンスクリット文法 古代インド語のプロムナード』大学書林 2007

### 共著
- 『インド思想および仏教 第1』伊藤瑞叡共著 錦正社 1972
- 『日本文化 続』黒沢惟昭共著 神奈川新聞社出版局(神奈川大学人文学研究叢書) 1986

### 翻訳
- オットー・シュトラウス『インド哲学』大東出版社 1979(翻訳叢書)、改訂版1984
- 『ニーチェ『反キリスト』翻訳および解説』晃洋書房 1991
- 『バラモンの精神界 インド六派哲学の教典』鈴木出版 1992
- 『シャンカラ 原典 翻訳および解説』北樹出版 1993
- 『ウパニシャッド 翻訳および解説』大東出版社 2000
- 『ブラフマ・スートラ シャンカラの註釈』（上下）大東出版社 2006-2007